# Байройт
Ба́йройт, также Байрёйт (нем. Bayreuth немецкий: [baɪˈʁɔʏt] (слушать)о файле, бав. Bareid) — город земельного подчинения в Германии, расположен на территории земли Бавария.
Является административным центром округа Верхняя Франкония. Население составляет 72 683 человек (на 31 декабря 2010 года). Занимает площадь 66,92 км². Официальный код — 09 4 62 000.

## История

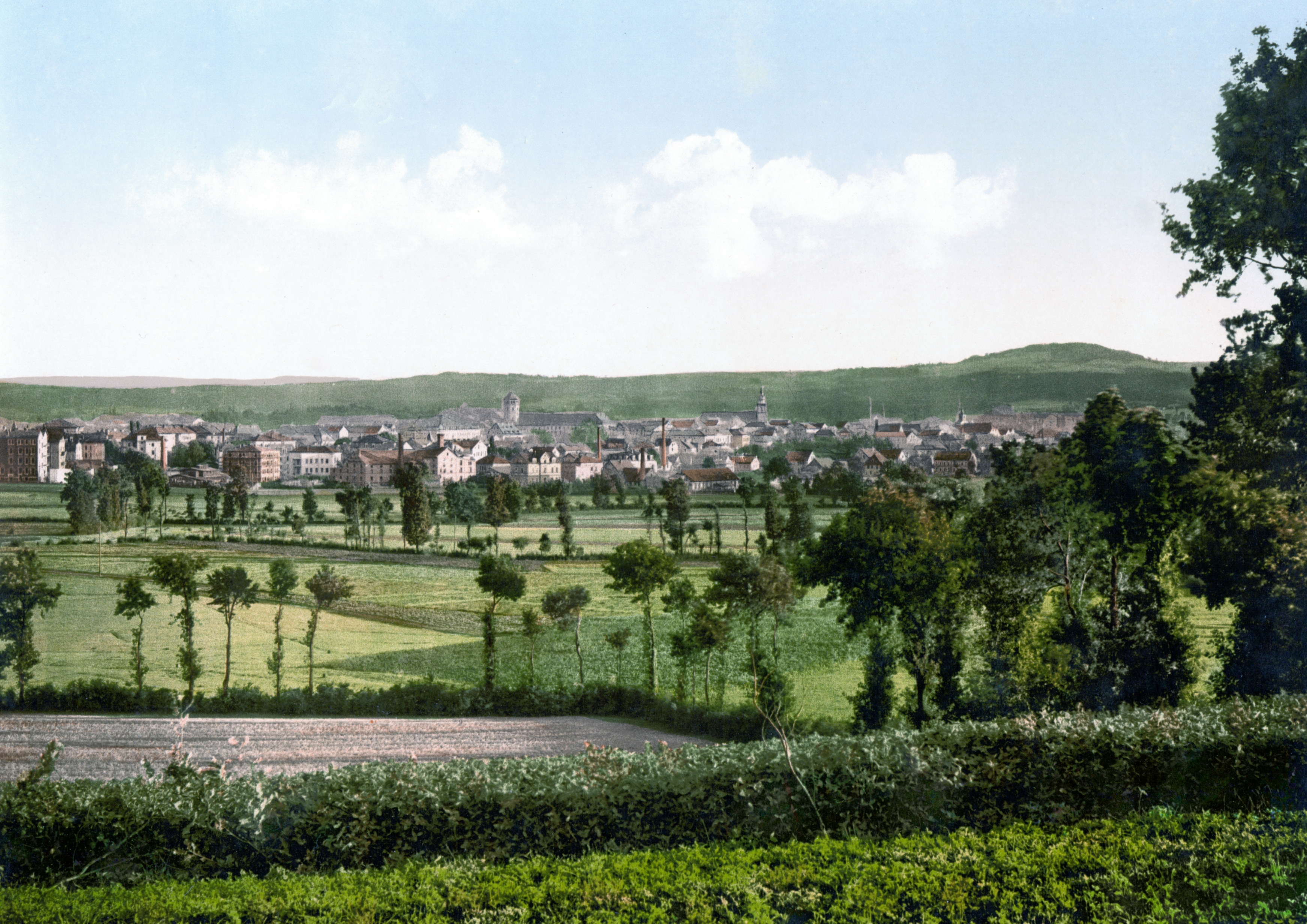
Байройт ок. 1900 года

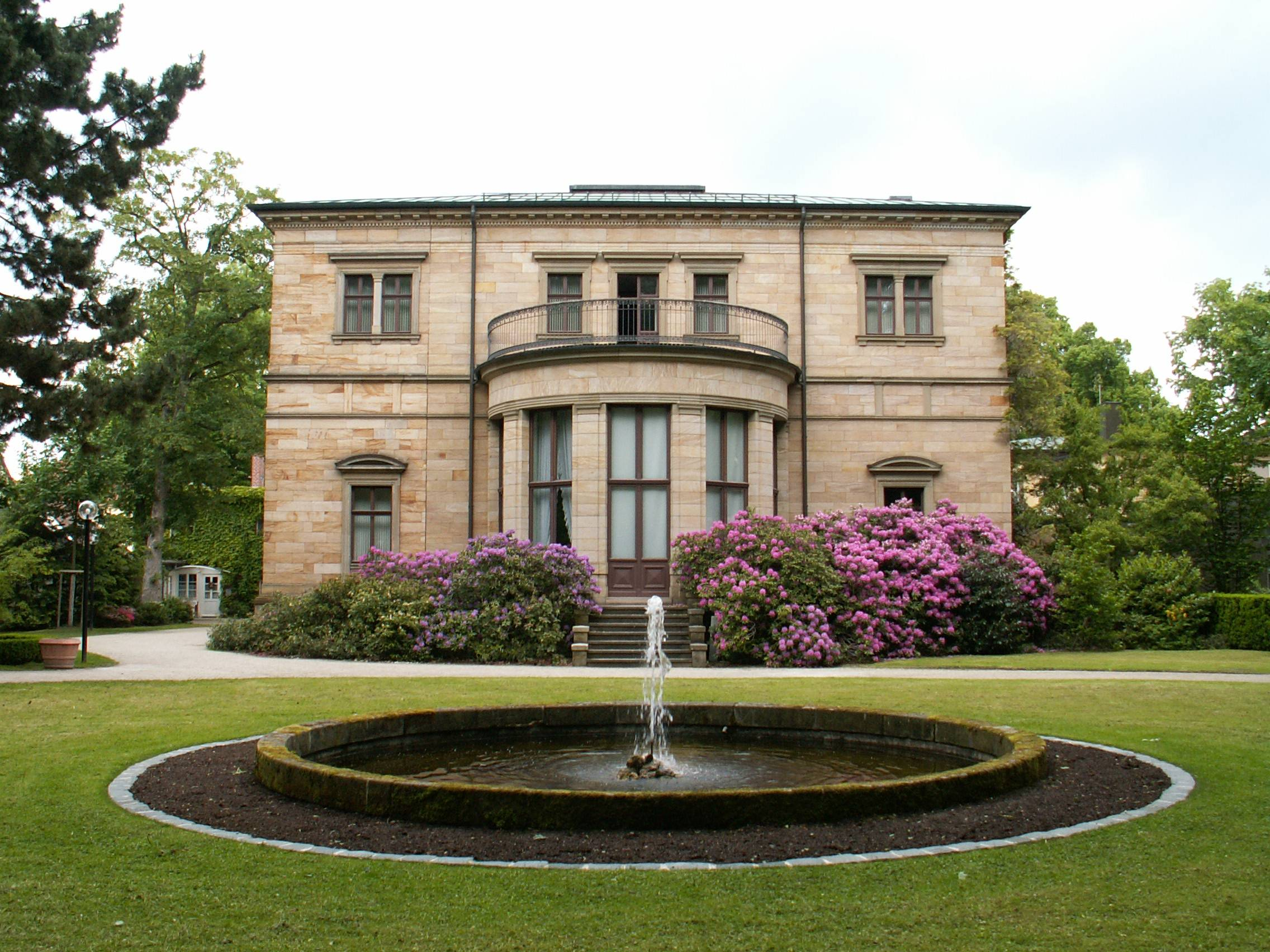
Семейный дом Вагнера

Впервые упоминается в 1194 году в документе епископа Отто II Бамбергского как баварская вырубка. Если ранее (в 1199 году) Байройт упоминался как villa (деревня), то уже в 1232 году в одном документе впервые появляется понятие civitas (город). Предположительно между 1200 и 1230 годами Байройт получил права города. До 1248 года правителями города были графы Андекса-Мерании. Центр города до наших дней сохранил типичную структуру баварской центральной площади: в центре здание муниципалитета, поблизости церковь и на возвышении замок. В 1248 году город перешёл в собственность бургграфа Фридриха III, став частью государства, которым владела франконская ветвь династии Гогенцоллернов. В 1361 году император Карл IV предоставил право чеканки монет бургграфу Фридриху V для городов Байройт и Кульмбах.
В 1421 году Байройт впервые появляется на географической карте. После раздела государства, Байройт становится частью княжества Кульмбах. Город несколько раз страдал от чумных эпидемий и войн, а в 1430 он был разрушен в ходе Гуситских войн. Уже в 1528 году (менее чем через 10 лет после начала реформации) правители франконских маркграфских областей присоединились к лютеранской вере.
В 1605 году возникший по неосторожности большой пожар уничтожил 137 из 251 домов. В 1620 году свирепствовала чума, а в 1621 году последовал ещё один сильный пожар. Поворотным пунктом в истории города стал 1603 год, когда маркграф Кульмбаха (Бранденбург-Кульмбах) Кристиан решает перенести свою резиденцию в Байройт. Строительство новой столицы приостанавливается из-за Тридцатилетней войны. Однако затем жизнь в городе приходит в норму и возводятся многие здания в стиле барокко.
Золотой век Байройта наступил во время правления маркграфини Вильгельмины, старшей дочери прусского короля Фридриха Вильгельма I и сестры Фридриха Великого. Она построила несколько парков и замков, которые дошли до наших дней и во многом определяют облик современного города. Также при ней был построен Маркграфский оперный дворец, признанный ЮНЕСКО памятником Всемирного наследия.
В 1769 году последний маркграф княжества Байройт умирает без наследника и государство аннексируется близлежащим княжеством Ансбах. Байройт перестает быть столицей. Вскоре после этого город и его окрестности становятся провинцией Пруссии (1792), затем Франции (1806) и наконец Баварии (1810).
В 1872 году в город переехал композитор Рихард Вагнер, который именно здесь сумел осуществить мечту: построил грандиозный оперный театр специально для представления главного в его жизни произведения — «Кольца нибелунга». Во время Второй мировой войны город считался одним из центров идеологии нацизма благодаря особому вниманию Гитлера к проводимому здесь Вагнеровскому фестивалю.
Серьёзный толчок развитию города дало открытие здесь в 1975 году университета.

## География

### Географическое положение
Байройт находится на Красном Майне, южнее истоков Майна, между Фихтелем и Франконской Швейцарией .

### Административное деление города
Байройт состоит из 39 районов:
- 1: Westliche Innenstadt
- 2: Östliche Innenstadt/Obere Röth
- 3: Cosima-Wagner-Straße/ Nürnberger Straße/Universitätsstraße
- 4: Südöstliche Innenstadt
- 5: Südwestliche Innenstadt
- 6: Birken
- 7: Justus-Liebig-Straße/Quellhöfe/Rückertweg
- 8: Leuschnerstraße/Ludwig-Thoma-Straße
- 9: Saas
- 10: Bismarckstraße/Friedrichstraße/Moritzhöfen
- 11: Freiheitsplatz/Malerviertel
- 12. Erlanger Straße/Wolfsgasse
- 13: Jakobshof
- 14: Hetzennest/Braunhof/Fantaisiestraße
- 15: Meyernberg
- 16: Nördlicher Roter Hügel
- 17: Grüner Hügel/Wendelhöfen
- 18: Kreuz
- 19: Herzoghöhe/Am Bauhof
- 20: Nördliche Innenstadt
- 21: Carl-Schüller-Straße/Bürgerreuther Straße/Gutenbergstraße
- 22: Gartenstadt
- 23: Bürgerreuth/Gravenreutherstraße
- 24: St. Georgen/Grüner Baum/Burg
- 25: Östliche Hammerstatt
- 26: Westliche Hammerstatt
- 27: Bernecker Straße/Insel/Riedelsberg
- 28: Industriegebiete St. Georgen
- 29: St. Johannis
- 30: Neue Heimat
- 31: Oberkonnersreuth
- 32: Laineck
- 33: Westlicher Roter Hügel
- 34: Eubener Straße/Furtwänglerstraße/Schupfenschlag/Hohe Warte
- 35: Seulbitz
- 36: Aichig/Grunau
- 37: Thiergarten/Destuben
- 38: Oberpreuschwitz
- 39: Wolfsbach

## Население
По оценке на 31 декабря 2015 года население межрайонного города (городской общины) Байройт составляет 72 148 чел. 

| Дата      | 1840  | 1871  | 1900  | 1925  | 1939  | 1950  | 1961  | 1970  | 1987  | 2011  |
| --------- | ----- | ----- | ----- | ----- | ----- | ----- | ----- | ----- | ----- | ----- |
| Население | 19636 | 21347 | 33506 | 39665 | 47731 | 62585 | 66219 | 69212 | 69813 | 70808 |

| Год       | 1960  | 1970  | 1980  | 1990  | 2000  | 2009  | 2010  | 2011  | 2012  | 2013  | 2014  | 2015  |
| --------- | ----- | ----- | ----- | ----- | ----- | ----- | ----- | ----- | ----- | ----- | ----- | ----- |
| Население | 65288 | 69005 | 70633 | 72345 | 74153 | 72576 | 72683 | 71214 | 71482 | 71572 | 71601 | 72148 |

## Экономика

### Производственные компании
- Brauerei Gebr. Maisel — пивоваренная компания.
- medi GmbH & Co KG — производство медицинского компрессионного трикотажа и протезно-ортопедических изделий.
- Штайнгребер и сыновья — производство пианино и роялей.

## Культура
Город знаменит ежегодным Вагнеровским фестивалем.
Известные персоналии:
- Август Ридель (1799—1883) — немецкий художник, родился в Байройте.
- Зигфрид Вагнер провёл последние годы своей жизни в Байройте.
- Макс Штирнер (1806—1856) — немецкий философ, родился в Байройте.
- Макс Зенгер (1853—1903) — немецкий врач-акушер, родился в Байройте.
- Ференц Лист — композитор, умер 31 июля 1886 года в Байройте.

## Фотографии

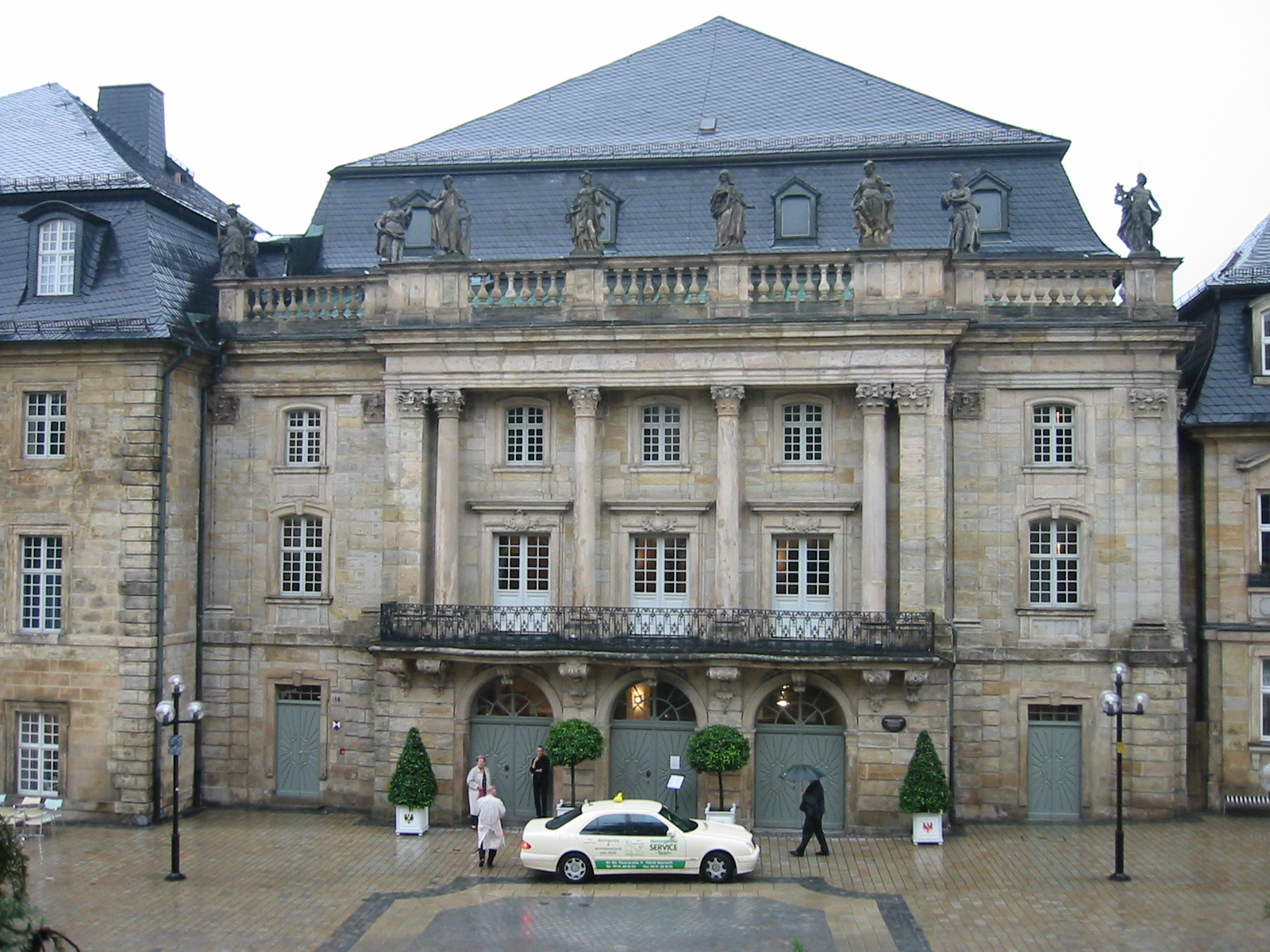
Маркграфский оперный театр
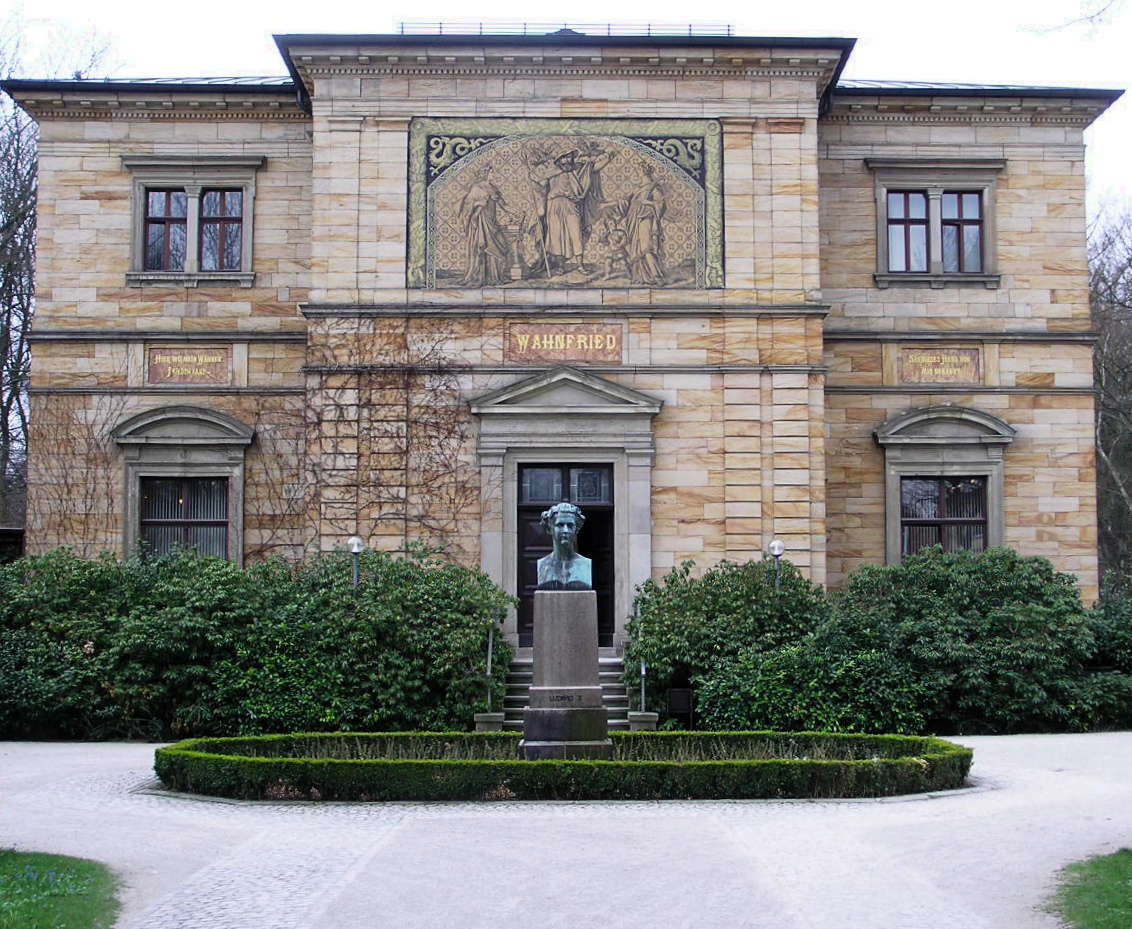
Дом Вагнера
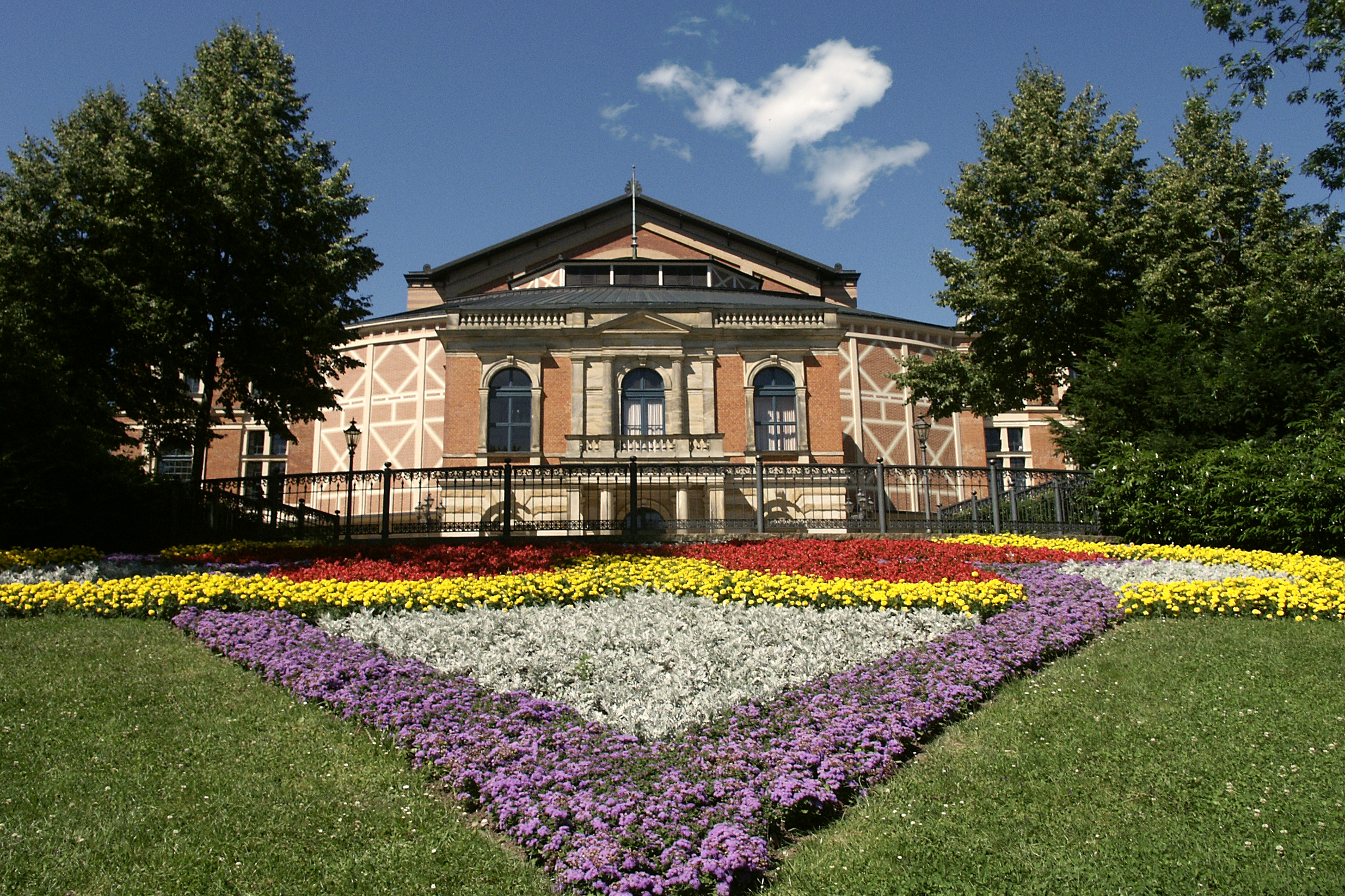
Байройтский театр, место проведения Байрёйтского фестиваля
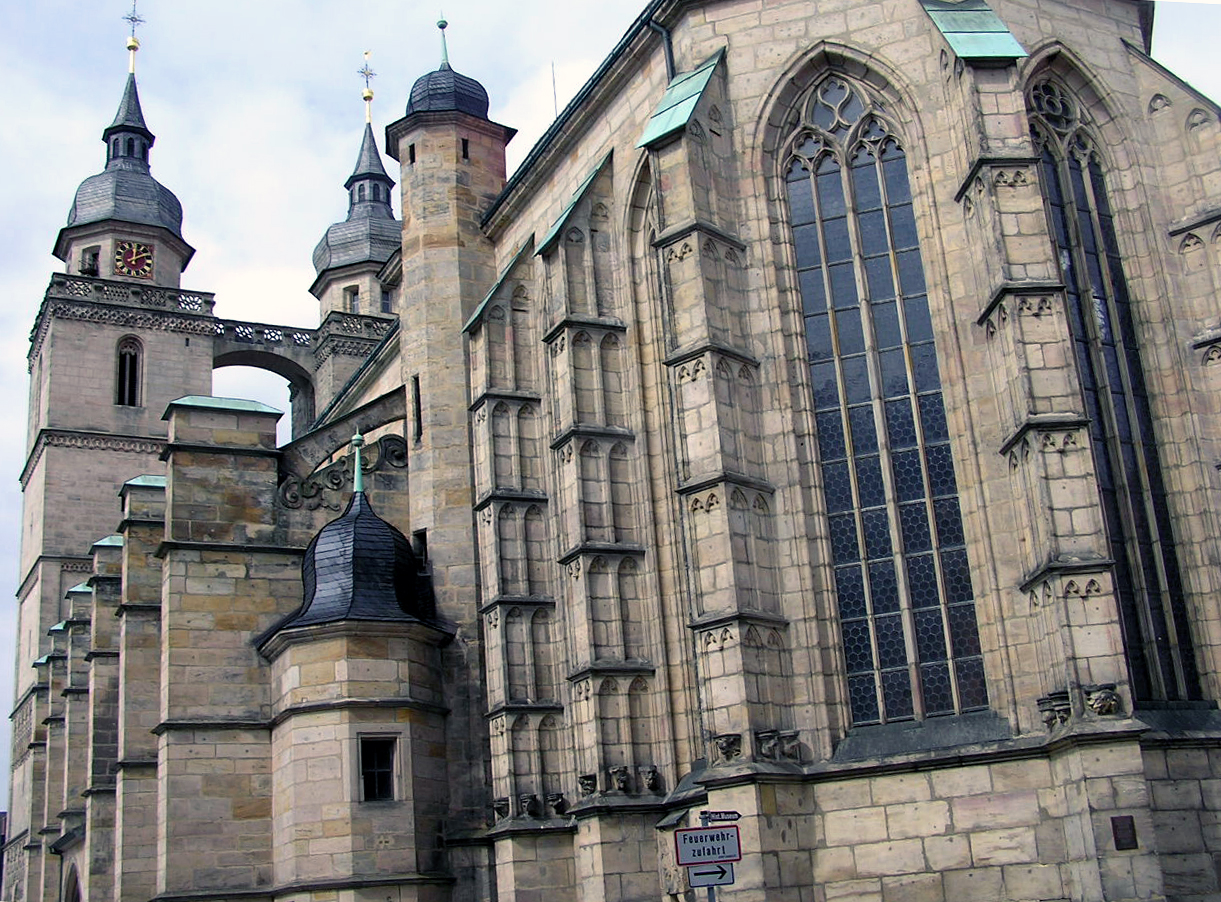
Городская церковь
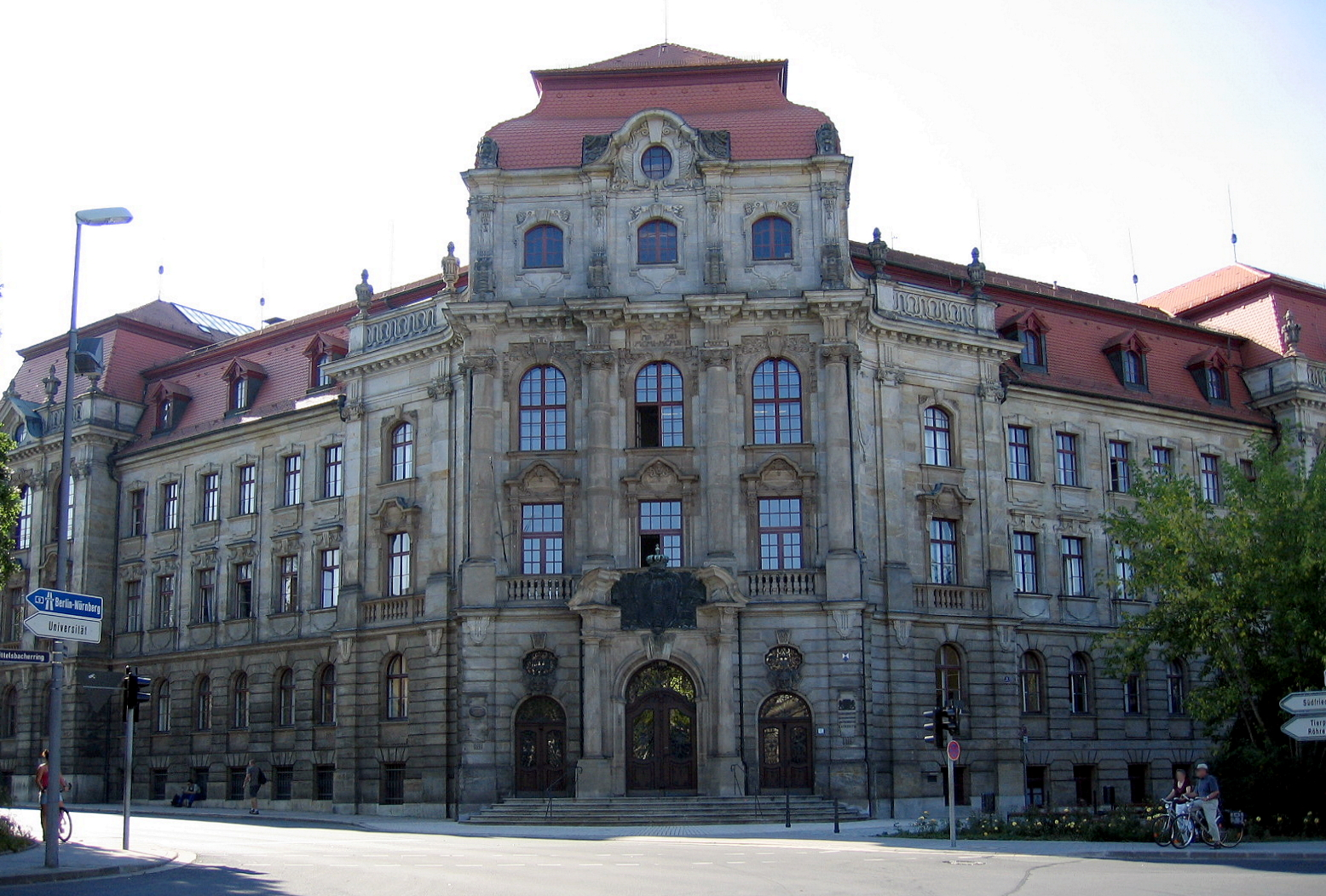
Дворец правосудия
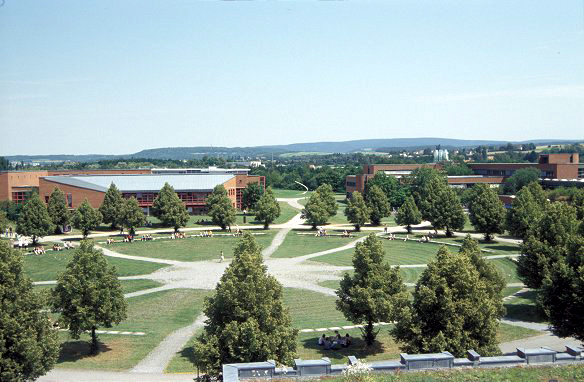
Университет Байройта

## Города-побратимы
- Анси (фр. Annecy), Франция
- Лексингтон (англ. Lexington), Виргиния, США
- Рудольштадт (нем. Rudolstadt), Тюрингия
- Специя (итал. La Spezia), Италия